# Xenòcrit de Rodes
Xenòcrit de Rodes (en llatí Xenocritus, en grec antic Ξενόκριτος) va ser un poeta grec originari de l'illa de Rodes. Fou autor de dos epigrames inclosos a l'Antologia grega, Εις Λυσιδίκην ναυαγήσασαν Κυμαίαν (AG VII 291) per al cenotafi d'un nàufrag anomenat Lisidice i Εις άγαλμα Ερμού (AG XVI 186) en un bust de pedra d'Hermes, en el que volia adquirir braços i cames per lluitar a l'arena. Es creu que va viure en algun moment entre el segle III aC i el segle i.